# Géraud Ier de Mâcon
Géraud Ier de Mâcon (prénom que retrouve aussi sous les formes Girard, Gérard) (1124-1184) fut comte de Mâcon de 1157 à 1184 et comte de Vienne (1157-1184), seigneur de Salins et de Traves.

## Biographie
Géraud de Mâcon naît en 1124 à Mâcon, fils du comte Guillaume IV de Bourgogne ou Guillaume III de Mâcon et de sa femme qu'on pense être Ponce/Poncette de Traves, fille de Thibaud de Traves. Il est le petit-fils d'Étienne Ier comte de Bourgogne et de Mâcon-Vienne.
Il épouse en 1152 Maurette de Salins (1137-1200) (fille du seigneur Gaucher III de Salins) avec qui il a pour enfants :
- Gaucher IV (de Mâcon) de Salins (1153-1219), Seigneur de Salins et de Traves, épouse en 1180 Mahaut de Bourbon, puis en 1200 Alix de Dreux, fille de Robert II, dame de Traves (son douaire) ; la fille de Gaucher et Mahaut/Mathilde de Bourbon, Marguerite, hérite de Salins qu'elle cède en 1224 à Hugues IV duc de Bourgogne ;
- le futur comte Guillaume IV de Mâcon (1155-1224), épouse en 1175 Pontia de Beaujeu, puis en 1180 Scholastique de Champagne ; au-delà du milieu du XIIIe siècle, sa postérité se maintient seulement dans la maison de Vienne issue de sa fille Béatrix ;
- Étienne de Vienne (1157-1193) archevêque de Besançon (1191-1193) ;
- Béatrice de Vienne (1160-1230), épouse en 1177 le comte Humbert III de Savoie : Postérité ;
- Alexandrine de Mâcon (1164-1242), épouse Ulric V de Bâgé, fils de Renaud III sire de Bagé : postérité, dont la maison de Savoie à partir de 1272, par le mariage de Sibylle ;
- Ide de Vienne (1162-1224), épouse le seigneur Humbert II de Coligny, fils de Guerric et petit-fils d'Humbert Ier de Coligny (postérité) ; puis en secondes noces, en 1190, Simon II duc de Lorraine (sans postérité) ;
- Géraud/Gérard de Mâcon (1166-1211), seigneur de Vadans (Jura), mari de Perrette de Dampierre ou de Ferrette (elle est dame de La Ferté-sous-Vadans : son douaire ? plutôt son bien propre, qu'elle transmet à son 2e époux Thiébaut Ier de Neufchâtel-Bourgogne ; cf. [1],[2],[3] et les articles Louis Ier de Ferrette et Vadans) ;
- Renaud de Mâcon (1168-1213).

En 1157, il succède à son père comme comte de Mâcon et de Vienne.
Durant l'été 1158, appuyé par le chancelier impérial Raynald de Dassel et allié à l'archevêque Héracle de Montboissier, il mène la guerre contre le comte Guigues de Forez. 
Il disparaît en 1184. Son fils Guillaume IV de Mâcon qui lui succède comme comte de Mâcon et de Vienne.

### Sources
- Jean Baptiste Guillaume, Histoire généalogique des sires de Salins au comté de Bourgogne, édition Jean-Antoine Vieille, 1757, books.google.fr.